# 36 Boys

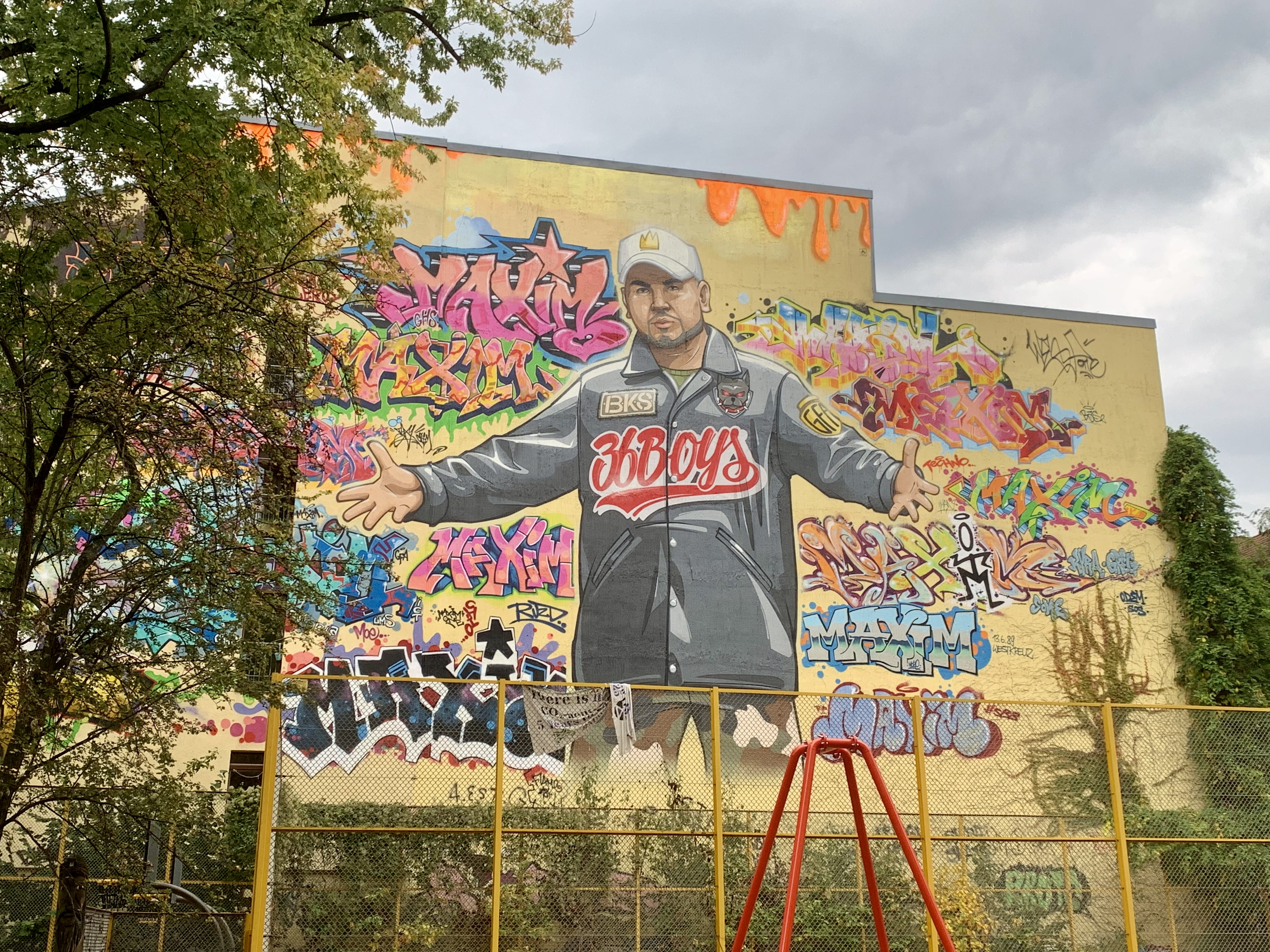
Wandbild 36 Boys in der Naunynstraße in Berlin-Kreuzberg, ehemals: Berlin SO 36

Die 36 Boys waren eine Jugendbande im Berliner Ortsteil Kreuzberg. Sie war bedeutsam als prototypische Jugendbande migrantischer Herkunft in Kreuzberg, die Ende der 1980er bis Mitte der 1990er Jahre durch Revierkämpfe gegen Neonazis, beeindruckende Graffiti und ihre Verbindung zur aufkommenden Hip‑Hop‑Szene ein Symbol des Widerstands und der kulturellen Selbstbehauptung in Berlin wurde.

## Geschichte

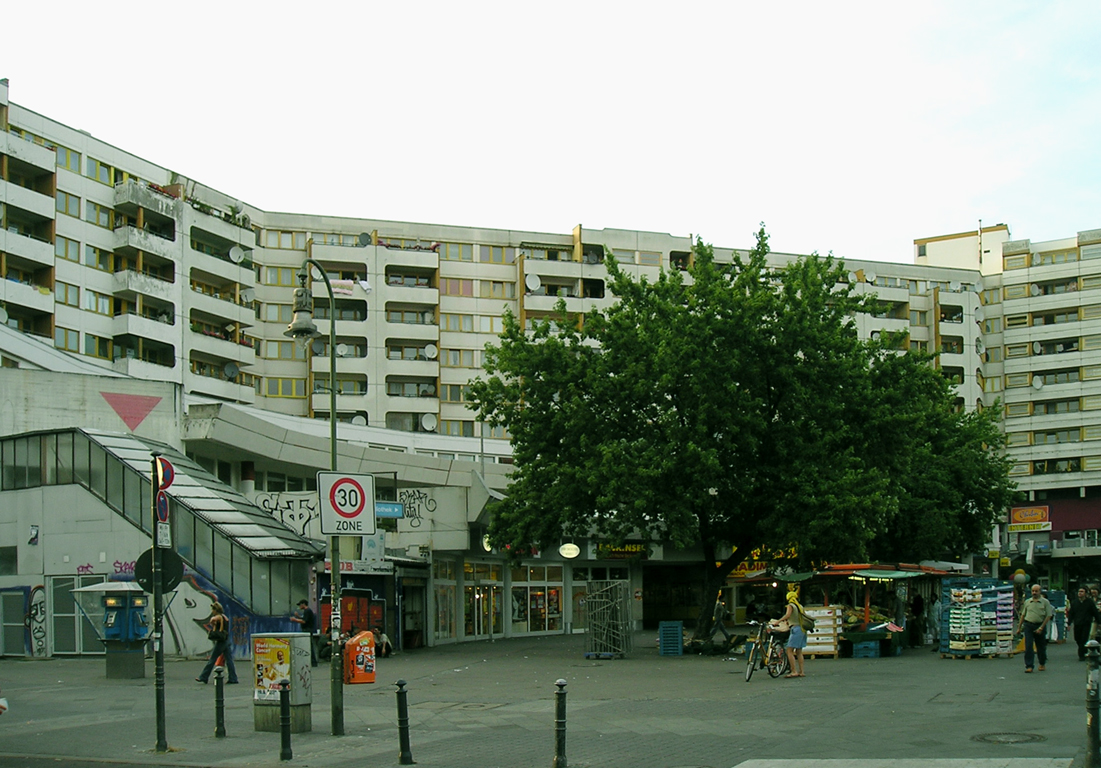
Wohnbauten am Kottbusser Tor, dem „Revier“ der 36 Boys

Das Logo der Kleidermarke 36 Boys

Die Bande war Ende der 1980er Jahre bis Mitte der 1990er Jahre aktiv. Neben türkisch- und kurdischstämmigen Jugendlichen, aus denen sie zu 90 % bestanden haben soll, waren auch andere Nationalitäten in der über 100 Personen großen Gruppe vertreten. Das Gebiet, in dem sich die Bande betätigte, war der Bereich um das Kottbusser Tor bis zu den Wohngebieten zwischen der Naunyn- und der Waldemarstraße, sowie bis zum Görlitzer Bahnhof. Benannt hat sich die Bande wie andere Gangs z. B. in Neukölln auch nach dem ehemaligen Berliner Postbezirk Berlin SO 36. Die Idee zu dem Namen kam von Maxim, einem Mitbegründer der Berliner Rapszene, der 2003 von einem Rentner erstochen wurde. Maxim gründete die 36 Boys ursprünglich als Hip-Hop-Crew.
Anfang der 1990er Jahre lieferte sich die Gruppe Revierkämpfe mit Neonazis und Skinheads, die teilweise im Park der Jungfernheide ausgetragen wurden. Andere rivalisierende Banden waren die Warriors vom Schlesischen Tor und die aus dem Wedding. Anfang der 2000er Jahre kam es zur Waffenruhe zwischen den Warriors vom östlichen Wrangelkiez am Schlesischen Tor und den 36 Boys vom Kottbusser Tor, da es zahlreiche rivalisierende Banden vor allem aus dem Wedding, Schöneberg und Neukölln gab, die als die stärksten in Berlin gelten wollten. Während der Mai-Krawalle in Kreuzberg schlossen sich die 36 Boys anfangs den Autonomen an, eine Allianz, die wegen der fehlenden politischen Ausrichtung der Gruppe nicht lange anhielt. Die Graffiti der 36 Boys waren in ganz Berlin verteilt. In Kreuzberg dienten sie auch zur Markierung des Reviers. Neben den 36 Boys gab es die 36 Juniors (die sich als „Jugendorganisation“ der 36 Boys verstand), die durch ein höheres Gewaltpotential auffielen. Etwa um 2003 gründeten sich Ableger wie die Chip oder Fatbacks Gang als Alternative für junge Türken die die 36 Boys und Warriors nicht mehr als Zukunftsperspektive ansahen.

## Nach der Auflösung
Der Berliner Senat hat 2007 ehemalige Mitglieder der 36 Boys als sogenannte Kiezläufer angestellt, um mit ihrer Hilfe in Kreuzberg präventiv gegen Jugendkriminalität vorzugehen. Tätigkeitsschwerpunkt wurde der Bereich um die Naunynstraße, der vom Senat als No-go-Area bezeichnet worden ist.
Nach der Auflösung der Bande gingen die ehemaligen Mitglieder unterschiedliche Wege. Einige blieben im kriminellen Milieu, andere wie der Koch Tim Raue wendeten sich bürgerlichen Karrieren zu. Wiederum andere engagierten sich sozial in Kiezprojekten und Jugendzentren. Das ehemalige Mitglied Sinan Tosun (1972–2023) hatte nahe dem Kottbusser Tor einen Laden eröffnet, in dem er Kleidung mit einem Logo 36 Boys vertrieb.
Sinans Bruder, Muzaffer Tosun, Profiboxer im Halbweltergewicht, war ebenfalls Mitglied der 36 Boys, ebenso der Rapper Killa Hakan sowie, in der Vorläufergruppe 36er, der Filmautor und Regisseur Neco Çelik. In den Medien wird die Jugendbande als prototypische „Gang“ mit Migrationshintergrund beschrieben.

## Dokumentationen
- Carmen Gräf, Susanne Heim: Berlins berüchtigtste Gang: Die Kings von Kreuzberg. RBB, D 2024, Erstausstrahlung im rbb Fernsehen am 31. Januar 2024, 29:35 Min. (online).[16]